# ويليام إم. وايلي
ويليام إم. وايلي هو سياسي أمريكي، ولد في 10 مايو 1928، وتوفي في 20 أغسطس 2006. انتخب عضو مجلس ولاية نبراسكا ‏.